# Субботино (село, Наро-Фоминский городской округ)
Суббо́тино — село в Наро-Фоминском районе Московской области, входит в состав сельского поселения Веселёвское. Население — 23 чел. (2010), в деревне действует Никольская церковь 1761—1764 годов постройки.

## География
Деревня расположена в юго-западной части района, на реке Руть (приток Протвы), примерно в 14 км к юго-западу от города Верея, у границы с Можайским районом, высота центра над уровнем моря 193 м. Ближайшие населённые пункты — Кобяково в 1,2 км на юго-запад и Макаровка в 1 км на восток.

## История
До 2006 года Субботино входило в состав Шустиковского сельского округа.
Постановлением Губернатора Московской области от 6 августа 2018 года № 323-ПГ категория населённого пункта изменена с «деревня» на «село».

## Население
| 2002 | 2006 | 2010 |
| ---- | ---- | ---- |
| 28   | ↘26  | ↘23  |